# بيل ماسي
بيل ماسي (بالإنجليزية: Bill Massey)‏ هو لاعب كرة قاعدة أمريكي، ولد في يناير 1871 في فيلادلفيا في الولايات المتحدة، وتوفي في 9 أكتوبر 1940 في مانيلا في الفلبين.

## وصلات خارجية
- بيل ماسي على موقعبيزبول رفرنس.كوم (الدوري الرئيسي) (الإنجليزية)
- بيل ماسي على موقعبيزبول رفرنس.كوم (الدوري الثانوي) (الإنجليزية)